# Międzynarodowy Festiwal Filmowy w Salonikach
Międzynarodowy Festiwal Filmowy w Salonikach (gr.: Διεθνές Φεστιβάλ Κινηματογράφου Θεσσαλονίκης) – festiwal filmowy odbywający się w Salonikach w Grecji od 1960 roku.